# Кокорова (Горж)
Кокорова (рум. Cocorova) — село у повіті Горж в Румунії. Входить до складу комуни Турбуря.
Село розташоване на відстані 202 км на захід від Бухареста, 47 км на південний схід від Тиргу-Жіу, 42 км на північний захід від Крайови.

## Населення
За даними перепису населення 2002 року у селі проживали 616 осіб, усі — румуни. Усі жителі села рідною мовою назвали румунську.